# Kiklop (1982.)
Kiklop je hrvatski cjelovečernji igrani film koji je 1982. godine prema predlošku istoimenog romana Ranka Marinkovića režirao Antun Vrdoljak u produkciji tadašnje Televizije Zagreb. Iduće godine je napravljena montažirana istoimena serija na pet epizoda u kojem su ubačene nove scene koje se nisu pojavile u filmu, među kojima i neki glumci koji nisu bili u filmu.
U filmu je glavnu ulogu Melkiora Tresića tumačio Frano Lasić, a u ostalim ulogama se pojavljuju Rade Šerbedžija, Ljuba Tadić, Mira Furlan,  Boris Dvornik, Rade Marković, Maria Baxa, Relja Bašić i Mustafa Nadarević.

## Uloge
- Frano Lasić kao Melkior Tresić
- Ljuba Tadić kao Maestro
- Rade Šerbedžija kao Ugo
- Mira Furlan kao Enka
- María Baxa kao Vivijana
- Mustafa Nadarević kao Don Fernando
- Relja Bašić kao ATMA
- Boris Dvornik kao starojugoslavenski časnik
- Ivo Gregurević kao Krele
- Dragan Milivojević kao Fredi
- Karlo Bulić kao Kumekov kompa

## Vanjske poveznice
Kiklop u internetskoj bazi filmova IMDb-a